# الجوف السافل (إب)

تعديل مصدري - تعديل

الجوف السافل محلة تابعة لقرية عدن مغربة، التابعة لعزلة بلادشار بمديرية إب إحدى مديريات محافظة إب في الجمهورية اليمنية، بلغ تعداد سكانها 74 حسب تعداد اليمن لعام 2004.